# Mike Conley, Jr.
Michael Alex Conley, Jr. (Fayetteville, Arkansas; 11 de octubre de 1987) es un jugador de baloncesto estadounidense que pertenece a la plantilla de los Minnesota Timberwolves de la NBA. Mide 1,83 y juega de base. Es hijo del saltador de triple salto y medallista de oro olímpico, Mike Conley.

## Trayectoria deportiva

### High school
Mike lideró a su high school de Lawrence North en Indianápolis a tres campeonatos estatales consecutivos en sus cuatro años de instituto, con un sorprendente balance de 103 victorias por tan solo 7 derrotas. Acabó segundo en la votación de Mr. Basketball de Indiana tras su compañero Greg Oden, que fue elegido jugador nacional del año. fue seleccionado para el equipo McDonald's All American, el más alto honor para un jugador de baloncesto de instituto.
Conley sorprendió negativamente a sus fanes de Indiana al rechazar ofertas de universidades de su estado, como las de la Universidad de Indiana y Purdue, así como otra de Wake Forest, decidiéndose al final por Ohio State.

### Universidad
Mike promedió 11,7 puntos y lideró la Big Ten Conference en asistencias con 6,1 por partido, en su único año con los Buckeyes de la Universidad Estatal de Ohio. Llevó a su equipo al campeonato de conferencia, tras derrotar a Wisconsin en la final, y así obtener el número uno en los cabezas de serie del torneo de la NCAA. Él, junto con su compañero Greg Oden, llevaron al equipo a la final del torneo, tras derrotar por el camino a Xavier, Tennessee, Memphis y Georgetown, cayendo en la final con el ganador por segundo año consecutivo del torneo, la Universidad de Florida.

#### Estadísticas
| Año     | Equipo     | PJ | PT | MPP  | %TC  | %3P  | %TL  | RPP | APP | ROB | TPP | PPP  |
| ------- | ---------- | -- | -- | ---- | ---- | ---- | ---- | --- | --- | --- | --- | ---- |
| 2006–07 | Ohio State | 39 | 39 | 31.6 | .518 | .304 | .694 | 3.4 | 6.1 | 2.2 | .3  | 11.3 |

### NBA

#### Memphis Grizzlies
Fue elegido en la cuarta posición del Draft de la NBA de 2007 por Memphis Grizzlies, por detrás de Oden, Kevin Durant, y Al Horford, siendo el tercero del top-4 del draft que acude al mismo en su año de novato en universidad.
En su sexta temporada, el 12 de marzo de 2013, ante Portland Trail Blazers, consigue su mejor marca con 15 asistencias. Al término de la temporada fue incluido en el segundo mejor quinteto defensivo.
En julio de 2016 acuerda una extensión de contrato con los Grizzlies, por cinco años y $153 millones, siendo, en ese momento, la renovación más cara de la historia.
El 5 de marzo de 2019, también ante Portland Trail Blazers, consigue la máxima anotación de su carrera con 40 puntos.
Tras doce temporadas en Memphis, y siendo el máximo anotador de la historia de los Grizzlies, se le declaró transferible. Por su última temporada en Memphis, le fueron otorgados el premio al Jugador Más Deportivo de la NBA, por tercera vez en su carrera, y el premio al Compañero del Año de la NBA.

#### Utah Jazz
El 19 de junio de 2019, fue traspasado a Utah Jazz a cambio de Grayson Allen, Jae Crowder y Kyle Korver.
El 5 de marzo de 2021, se anunció que reemplazaría a Devin Booker, para disputar el All-Star Game, por primera vez en su carrera.
El 2 de agosto de 2021, acuerda una extensión de contrato con los Jazz por $72 millones y 3 años.

#### Minnesota Timberwolves
El 8 de febrero de 2023 es traspasado a Minnesota Timberwolves en un intercambio entre tres equipos y en el que se vieron involucrados hasta ocho jugadores. Al término de la temporada le fue entregado el premio al Jugador Más Deportivo, siendo la cuarta vez que lo recibe en su carrera. Tras 16 temporadas, nunca ha sido sancionado con una falta técnica.
En febrero de 2024 acuerda una extensión con los Timberwolves por dos años y $21 millones. Al término de su segunda temporada en Minnesota, es nombrado Compañero del Año de la NBA, por segunda vez en su carrera.

## Estadísticas de su carrera en la NBA

### Temporada regular
| Año      | Equipo    | PJ    | PT    | MPP  | %TC  | %3P  | %TL  | RPP | APP | ROB | TPP | PPP  |
| -------- | --------- | ----- | ----- | ---- | ---- | ---- | ---- | --- | --- | --- | --- | ---- |
| 2007-08  | Memphis   | 53    | 46    | 26.1 | .428 | .330 | .732 | 2.6 | 4.2 | .8  | .0  | 9.4  |
| 2008-09  | Memphis   | 82    | 61    | 30.6 | .442 | .406 | .817 | 3.4 | 4.3 | 1.1 | .1  | 10.9 |
| 2009-10  | Memphis   | 80    | 80    | 32.1 | .445 | .387 | .743 | 2.4 | 5.3 | 1.4 | .2  | 12.0 |
| 2010-11  | Memphis   | 81    | 81    | 35.5 | .444 | .369 | .733 | 3.0 | 6.5 | 1.8 | .2  | 13.7 |
| 2011-12  | Memphis   | 62    | 61    | 35.1 | .433 | .377 | .861 | 2.5 | 6.5 | 2.2 | .2  | 12.7 |
| 2012-13  | Memphis   | 80    | 80    | 34.5 | .440 | .362 | .830 | 2.8 | 6.1 | 2.2 | .3  | 14.6 |
| 2013-14  | Memphis   | 73    | 73    | 33.5 | .450 | .361 | .815 | 2.9 | 6.0 | 1.5 | .2  | 17.2 |
| 2014-15  | Memphis   | 70    | 70    | 31.8 | .446 | .386 | .859 | 3.0 | 5.4 | 1.3 | .2  | 15.8 |
| 2015-16  | Memphis   | 56    | 56    | 31.4 | .422 | .363 | .834 | 2.9 | 6.1 | 1.2 | .3  | 15.3 |
| 2016-17  | Memphis   | 69    | 68    | 33.2 | .459 | .407 | .859 | 3.5 | 6.3 | 1.3 | .3  | 20.5 |
| 2017-18  | Memphis   | 12    | 12    | 31.1 | .381 | .312 | .803 | 2.3 | 4.1 | 1.0 | .3  | 17.1 |
| 2018-19  | Memphis   | 70    | 70    | 33.5 | .438 | .364 | .845 | 3.4 | 6.4 | 1.3 | .3  | 21.1 |
| 2019-20  | Utah      | 47    | 41    | 29.0 | .409 | .375 | .827 | 3.2 | 4.4 | .8  | .1  | 14.4 |
| 2020-21  | Utah      | 51    | 51    | 29.4 | .444 | .412 | .852 | 3.5 | 6.0 | 1.4 | .2  | 16.2 |
| 2021-22  | Utah      | 72    | 72    | 28.6 | .435 | .408 | .796 | 3.0 | 5.3 | 1.3 | .3  | 13.7 |
| 2022-23  | Utah      | 43    | 42    | 29.7 | .408 | .362 | .813 | 2.5 | 7.7 | 1.0 | .2  | 10.7 |
| 2022-23  | Minnesota | 24    | 24    | 31.4 | .460 | .420 | .863 | 3.1 | 5.0 | 1.2 | .2  | 14.0 |
| 2023-24  | Minnesota | 76    | 76    | 28.9 | .457 | .442 | .911 | 2.9 | 5.9 | 1.2 | .2  | 11.4 |
| 2024-25  | Minnesota | 71    | 64    | 24.7 | .400 | .410 | .900 | 2.6 | 4.5 | 1.1 | .2  | 8.2  |
| Total    | Total     | 1,172 | 1,128 | 31.2 | .438 | .389 | .825 | 2.9 | 5.7 | 1.4 | .2  | 14.1 |
| All-Star | All-Star  | 1     | 0     | 12.3 | .167 | .200 | —    | 1.0 | 2.0 | 1.0 | .0  | 3.0  |

### Playoffs
| Año   | Equipo    | PJ  | PT  | MPP  | %TC  | %3P  | %TL   | RPP | APP | ROB | TPP | PPP  |
| ----- | --------- | --- | --- | ---- | ---- | ---- | ----- | --- | --- | --- | --- | ---- |
| 2011  | Memphis   | 13  | 13  | 39.0 | .388 | .297 | .830  | 3.8 | 6.4 | 1.1 | .2  | 15.2 |
| 2012  | Memphis   | 7   | 7   | 39.6 | .421 | .500 | .750  | 3.3 | 7.1 | .9  | .0  | 14.1 |
| 2013  | Memphis   | 15  | 15  | 38.3 | .384 | .281 | .763  | 4.7 | 7.1 | 1.7 | .3  | 17.0 |
| 2014  | Memphis   | 7   | 7   | 38.1 | .431 | .111 | .769  | 4.6 | 7.9 | 2.0 | .1  | 15.9 |
| 2015  | Memphis   | 8   | 8   | 30.4 | .427 | .303 | .821  | 1.1 | 5.0 | 1.4 | .0  | 14.4 |
| 2017  | Memphis   | 6   | 6   | 37.3 | .485 | .447 | .838  | 3.3 | 7.0 | 1.7 | .5  | 24.7 |
| 2020  | Utah      | 5   | 5   | 33.0 | .484 | .529 | .864  | 2.8 | 5.2 | 1.6 | .2  | 19.8 |
| 2021  | Utah      | 6   | 6   | 29.3 | .426 | .486 | 1.000 | 3.5 | 7.7 | 1.6 | .2  | 15.3 |
| 2022  | Utah      | 6   | 6   | 29.0 | .333 | .200 | .800  | 3.2 | 4.8 | .8  | .3  | 9.2  |
| 2023  | Minnesota | 5   | 5   | 36.6 | .476 | .455 | .909  | 2.6 | 6.4 | .6  | .0  | 12.0 |
| 2024  | Minnesota | 15  | 15  | 31.6 | .428 | .395 | .714  | 3.9 | 5.7 | 1.4 | .2  | 11.6 |
| 2025  | Minnesota | 15  | 15  | 23.7 | .302 | .333 | .923  | 2.9 | 3.3 | .6  | .2  | 6.0  |
| Total | Total     | 108 | 108 | 33.5 | .409 | .360 | .807  | 3.5 | 6.0 | 1.2 | .2  | 13.8 |